# علاقات بلجيكا وجمهورية الكونغو الديمقراطية الثنائية
العلاقات الثنائية بين بلجيكا والكونغو (بالإنجليزية: Belgium–Democratic Republic of the Congo relations)‏، هي العلاقات بين مملكة بلجيكا، وجمهورية الكونغو الديمقراطية. حيث بدأت العلاقة باستكشاف هنري مورتون ستانلي لنهر الكونغو.
بلجيكا لديها سفارة في كينشاسا، وقنصلية عامة في لوبومباشي. جمهورية الكونغو الديمقراطية لديها سفارة في بروكسل وقنصلية عامة في أنتويرب. وكلا البلدين عضوان في المنظمة الدولية للفرانكوفونية، والأمم المتحدة.

## التاريخ
بعد رحلة ستانلي إلى الكونغو، حكم الملك ليوبولد الثاني الكونغو في البداية كممتلكات شخصية بعد مؤتمر برلين.
في 18 أكتوبر 1908، صوت البرلمان البلجيكي لضم دولة الكونغو الحرة.
في 15 نوفمبر 1908، تخلى ليوبولد رسميًا عن السيطرة الشخصية على الدولة لصالح بلجيكا، وشكل الكونغو البلجيكية.